# 송주희 (1990년)
송주희(1990년 3월 21일 ~ )는 대한민국의 배우이자 가수이다. 걸 그룹 헬로비너스 활동시 리더와 메인보컬을 맡았었다.

## 학력
- 횡성여자고등학교 (졸업)
- 홍익대학교 대학원 (재학)

## 가수 외 활동

### 예능
- 2012년 KBS2 《해피투게더》(게스트 출연)
- 2015년 MBC every1 《비밀병기 그녀》

### 드라마
| 연도 | 방송사 | 제목                                     | 역할             | 비고         |
| ---- | ------ | ---------------------------------------- | ---------------- | ------------ |
| 2014 | MBC    | 앙큼한 돌싱녀                            | 부킹녀           |              |
| 2014 | MBC    | 야경꾼 일지                              | 매향             | 3회 특별출연 |
| 2015 | KBS2   | 별난 며느리                              | 걸그룹 루비 멤버 | 1회 특별출연 |
| 2020 | TV조선 | 복수해라                                 | 연비서           |              |
| 2021 | tvN    | 어느 날 우리 집 현관으로 멸망이 들어왔다 | 조예지           |              |

### 뮤지컬
- 《올슉업》 - 산드라 역
- 《넌센스2》 - 메리 레오 역
- 《영웅본색 - 서울》 - 페기 역

### 연극
- 《청춘일발장전 (2019 1번출구 연극제)》 - 경아 역